# Lorántffy család
Lorántffy család (serkei) mára már kihalt előkelő magyar család, mely a Rátót nemzetségből ered, és közös eredetű a Feledy és Ilsvay családokkal.

## Története
A család első ismert őse Leusták volt, aki IV. Béla király korában élt és a fennmaradt adatok alapján talán Domokos tárnokmesternek, a Thary, Pásztóy, Putnoky és Kazai Kakas családok ősének, valamint Kővágó-Őrsi Olivérnek (alighanem a Ráday család őse) volt a testvére, mivel ők, illetve leszármazottaik a Rátót nemzetségbeliek az 1283. évi osztozkodásakor közösen kapnak bizonyos jószágokat, míg a többi birtok idősebb Loránd nádor leszármazottaié (Paksy család) és Keszi Lőrinc fia, Balduiné (Gyulaffy család őse) lett. 
A Lorántffy és a velük közös őstől leszármazott másik két család elágazásán régebbi genealógusaink nemigen tudtak eligazodni. (V. ö. Nagy Iván, Magyarország családai, IV. 148., VII. 170.; Wertner Mór, Magyar nemzet Története II. 301.) A zavart az idézte elő, hogy Leusták leszármazottai között is ugyanazon nevek (Loránd, Dezső, Leusták) többször ismétlődtek és a valamelyik birtokról vett előnevek, melyekből a későbbi vezetéknevek alakultak, nemzedékről nemzedékre változtak.

## A Lorántffyak címere
Az ősi nemzetségi címer (vörös pajzsban arany hárslevél) a későbbi időkben naturalisztikusabb formát nyert, s Lorántffy Mihály 1614-es pecsétjén a hárslevél már gallyas fatörzzsel is el van látva.

## A család nevezetesebb tagjai
- Lorántffy György
- Lorántffy Zsuzsanna